# Aprilia SXV
L'Aprilia SXV è una moto da supermotard prodotta dall'Aprilia. Questa moto viene venduta in quattro diversi modelli: 450 e 550 cm³ stradale e 450 e 550 cm³ VDB Replica.

## SXV 450, 550
L'Aprilia SXV è un supermotard inizialmente solo un prototipo da competizione che vinse il Mondiale Supermoto al suo debutto nel 2004. Come tradizione Aprilia vuole, sono moto che sin dalla loro prima comparsa (nel 2003) destarono scalpore e interesse per la loro non convenzionalità. Infatti differivano dalle altre concorrenti di categoria per la presenza di un telaio perimetrale in tubi d'acciaio con montanti in lega d'alluminio, il forcellone in alluminio scatolato (che ricorda molto le supersportive) ma soprattutto il motore: la SXV fu il primo motard bicilindrico mai realizzato.
Essendo il motard lo sport "offroad" in cui più conta la potenza, questo motore dava un vantaggio non indifferente al pilota nelle piste da supermoto, nonché il telaio molto rigido adatto alla guida su strada più di qualunque altro telaio di derivazione cross utilizzato finora per realizzare dei motard.

## SXV 450, 550 VDB Replica

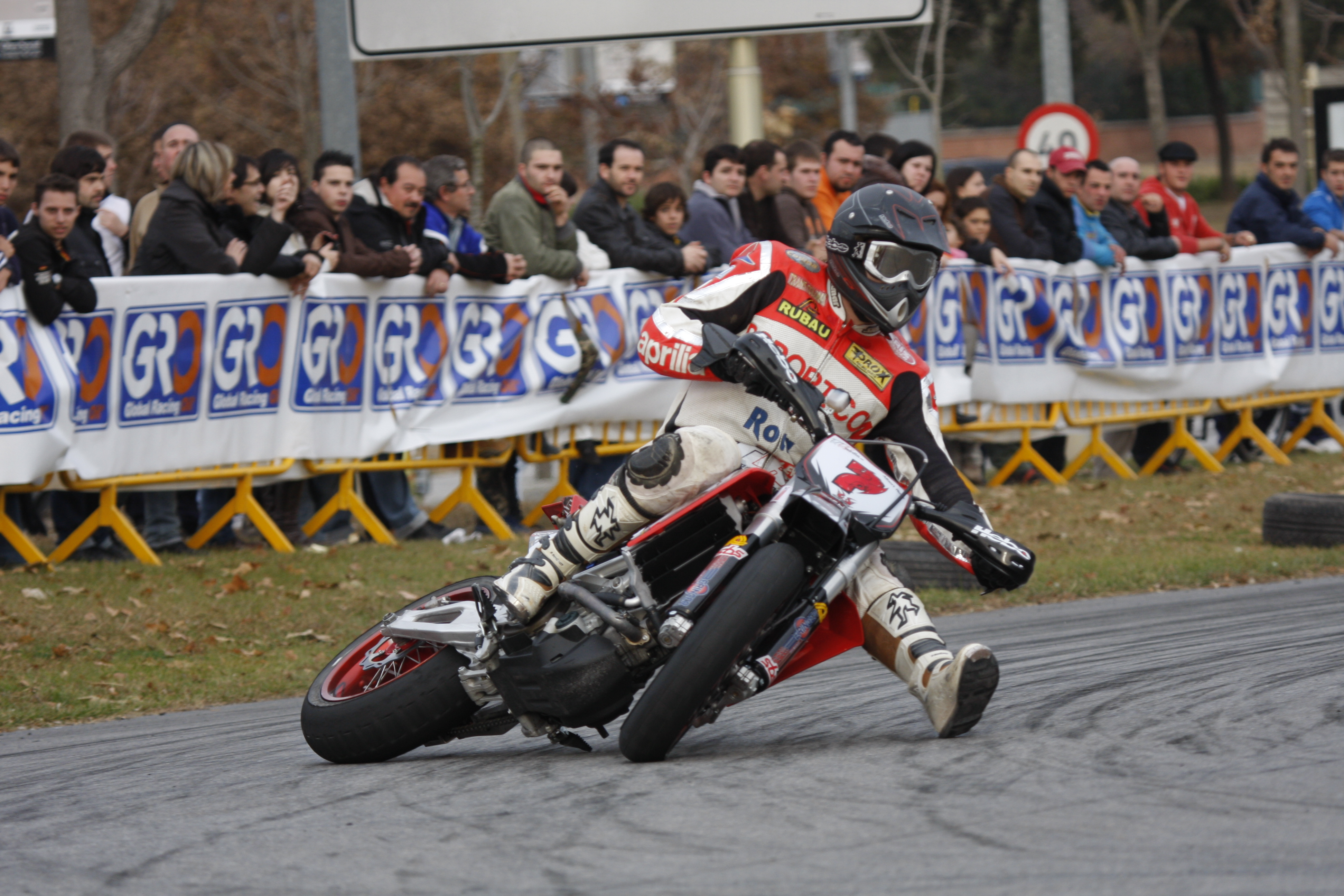
La SXV durante una competizione di supermotard (2007)

Le VDB Replica sono moto derivate dalle ufficiali che corrono nel Mondiale Supermoto prodotte in tiratura limitata.
Sono in tutto e per tutto moto da pista, tant'è che non è prevista l'omologazione per circolare su strada: le Replica vengono vendute senza targa, luci e cavalletto, a testimonianza del fatto che siano delle ProntoGara al 100% è anche il fatto che sono vendute direttamente con pneumatici slick, telaio inedito Factory alleggerito, batteria ridimensionata per il risparmio del peso, freni Brembo ufficiali, frizione antisaltellamento e molti altri accorgimenti, come serbatoio ridimensionato in carbonio, cerchi ultraleggeri, viteria in titanio ed ergal, porta seriale per il collegamento a PC (per la taratura della centralina elettronica), cambio elettronico, motore potenziato, sospensioni Marzocchi da 50 mm trattate al nitruro di titanio, telaietto regolabile e cerchio anteriore da gara da 16,5 pollici.